# Глогувское княжество
Глогувское княжество или герцогство Глогау (пол. Księstwo głogowskie, чеш. Hlohovské knížectví; нем. Herzogtum Glogau) — одно из Силезских княжеств со столицей в городе Глогув.

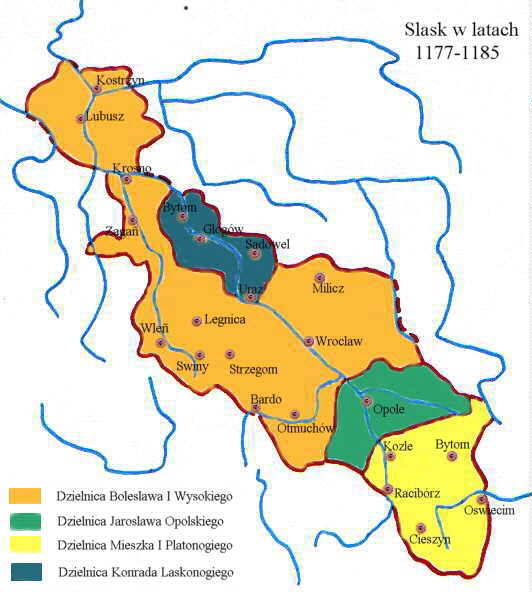
Глогувское княжество (темно-синее) при Конраде Тонконогом

В 1177 году Конрад Тонконогий, младший сын Владислава II Изгнанника, получил отдельное владение, центром которого стал Глогув. Конрад не имел детей, и после его смерти между 1180 и 1190 годами княжество было унаследовано его старшим братом Болеславом I Долговязым.
Вновь самостоятельным Глогувское княжество стало в 1251 году при разделе владений погибшего в битве при Легнице внука Болеслава Генриха II Набожного. Глогув перешел к его четвертому сыну Конраду I.
При сыне Конрада Генрихе III территория княжества сократилась, так как его брат Конрад получил в 1273 году Сцинаву и Жагань, а в 1312 году (после его смерти) отделились Олесница и Волув. После того как в 1331 году, не оставив наследников, умер сын Генриха Пшемысл Глоговский, чешский король Иоанн Люксембургский подчинил княжество Чехии.

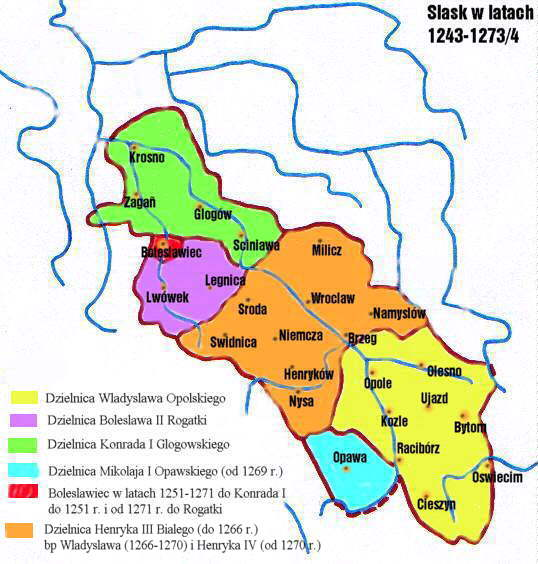
Глогувское княжество (зелёное) при Конраде I

В 1337 году княжество в пожизненное владение получил Генрих I Яворский, после смерти которого княжество вновь отошло Чехии. В 1349 году Карл IV разделил княжество на две части: королевскую (центральную), оставшуюся под его управлением, и княжескую (восточную и западную), которую передал князю Жаганьскому Генриху V Железному. Столица княжества город Глогув также был поделен на две части.
Королевская половина княжества в 1360 году была передана Констанции, вдове Пшемыслава Глоговского, которая через год передала его своему брату Болеславу II Малому. После его смерти в 1368 году половина княжества вновь вернулась к Чешской короне, и в 1384 году была пожалована князю Цешинскому Пшемыславу I Носаку. Цешинские князья владели королевской половиной Глогувского княжества до 1480 года (фактически - до 1476 года), когда Ян II Жаганьский после почти полутора веков разделения объединил всё княжество под своей властью.
После смерти в 1476 году Генриха XI (правнука Генриха V Железного) началась борьба между его двоюродным братом князем Жаганьским Яном II Безумным и тестем Генриха XI курфюрстом Бранденбурга Альбертом III Ахиллесом, в 1482 году Альберт III Ахиллес захватил северную часть княжества.

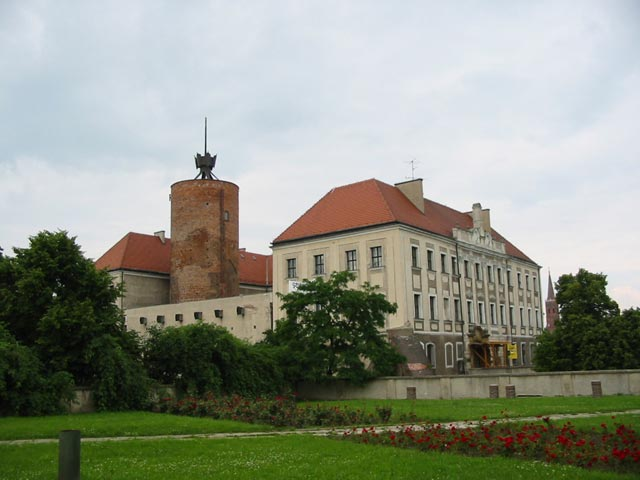
Княжеский замок в Глогуве

Растущие амбиции князя Яна II привели его к конфликту с королем Венгрии Матвеем Корвином. В 1488 году началась война; венгерская армия взяла Глогув штурмом, и Ян II Жаганьский был вынужден отказаться от княжества, которое Матвей Корвин передал своему внебрачному сыну Яношу. 
После смерти в 1490 году Матвея Корвина королём Чехии стал Владислав II Ягеллон, который отобрал княжество у Яноша Корвина и передал своим братьям Яну Ольбрахту и Сигизмунду. В 1506 году Сигизмунд I вступил на польский трон и передал Глогувское княжество Казимиру II Цешинскому на правах пожизненного владения. Казимир II стал последним глогувским князем ― после его смерти в 1528 году княжество вошло в состав земель чешской короны, которые в 1526 году были унаследованы Габсбургами.
Вплоть до конца Первой силезской войны Глогув входил в состав Чешского королевства, а в 1742 году перешёл к Пруссии.

## Князья Глогува
| #                                                          | Портрет                                                    | Имя (годы жизни)                                                                 | Родители                                                          | Годы правления | Примечания |
| ---------------------------------------------------------- | ---------------------------------------------------------- | -------------------------------------------------------------------------------- | ----------------------------------------------------------------- | -------------- | --- |
| 1                                                          |                                                            | Конрад Тонконогий (1146/1157 — 17 января 1180/1190)                              | Владислав II Изгнанник Агнесса Бабенбергская                      | 1177-1180/1190 | |
| В составе Вроцлавского, с 1248 года ― Легницкого княжества | В составе Вроцлавского, с 1248 года ― Легницкого княжества | В составе Вроцлавского, с 1248 года ― Легницкого княжества                       | В составе Вроцлавского, с 1248 года ― Легницкого княжества        | 1180/1190-1251 | |
| 2                                                          |                                                            | Конрад I Глоговский (1228/1231 — 6 августа 1273/1274)                            | Генрих II Набожный Анна Легницкая                                 | 1251-1273/1274 | князь Легницкий (с 1248 по 1251 годы), |
| 3                                                          |                                                            | Генрих III Глоговский (1251/1260 — 3 декабря 1309)                               | Конрад I Глоговский Саломея Великопольская                        | 1273/1274-1309 | князь Сцинавский (с 1290 по 1309 годы), князь Жаганьский (с 1304 по 1309 годы), князь Великопольский (с 1305 по 1309 год)                                        |
| 4                                                          |                                                            | Матильда Брауншвейг-Люнебургская (жена князя Генриха III (1276 — 26 апреля 1318) | Альбрехт I, герцог Брауншвейг-Люнебургский Алессина Монферратская | 1309-1318      | вдовий удел |
| 5                                                          |                                                            | Генрих IV Верный (1291/1292 — 22 января 1342)                                    | Генрих III Глоговский Матильда Брауншвейг-Люнебургская            | 1318-1321      | князь Сцинавский (с 1309 по 1317 годы), князь Жаганьский (с 1309 по 1342 годы), князь Великопольский (с 1309 по 1314 год)                                        |
| 6                                                          |                                                            | Пшемысл Глоговский (1300/1308 — 11 января 1331)                                  | Генрих III Глоговский Матильда Брауншвейг-Люнебургская            | 1318-1331      | князь Сцинавский (с 1309 по 1317 годы), князь Жаганьский (с 1309 по 1321 годы), князь Великопольский (с 1309 по 1312 год), князь Познанский (с 1312 по 1314 год) |
| В составе земель Чешской короны                            | В составе земель Чешской короны                            | В составе земель Чешской короны                                                  | В составе земель Чешской короны                                   | 1331-1337      | |
| 7                                                          |                                                            | Генрих I Яворский (1292/1296 — 15 мая 1346)                                      | Болеслав I Суровый Беатриса Бранденбургская                       | 1337-1346      | князь Львувецкий (с 1301 по 1346 год), князь Свидницкий (с 1301 по 1312 год), князь Яворский (с 1301 по 1346 год)                                                |
| В составе земель Чешской короны                            | В составе земель Чешской короны                            | В составе земель Чешской короны                                                  | В составе земель Чешской короны                                   | 1346-1349      | |

| Разделение княжества (1349-1480) |

| #                               | Королевская половина княжества (центральная часть) Имя (годы жизни)          | Годы правления       | #  | Княжеская половина княжества (западная и восточная части) Имя (годы жизни) | Годы правления       |
| ------------------------------- | ---------------------------------------------------------------------------- | -------------------- | -- | -------------------------------------------------------------------------- | -------------------- |
| 1                               | Констанция Свидницкая (1309/1313 — 21 ноября 1363)                           | 1360-1361            | 1  | Генрих V Железный (1312/1321 — 13 апреля 1369)                             | 1349-1369            |
| 2                               | Болеслав II Малый (1309/1312 — 28 июля 1368)                                 | 1361-1368            | 2  | Генрих VI Старший (ок.1345 — 5 декабря 1393)                               | 1369-1378            |
| В составе земель Чешской короны | В составе земель Чешской короны                                              | 1368-1384            | 3  | Генрих VII Румпольд (ок.1350 — 24 декабря 1394)                            | 1369-1394            |
| 3                               | Пшемыслав I Носак (1332/1336 — 23 августа 1410)                              | 1384-1404, 1406-1410 | 4  | Генрих VIII Врубель (1357/1363 — 14 марта 1397)                            | 1369-1378, 1395-1397 |
| 4                               | Пшемыслав Освенцимский (ок.1365 — 1 января 1406)                             | 1404-1406            | 5  | Ян I Жаганьский (ок.1385 — 12 апреля 1439)                                 | 1397-1412            |
| 5                               | Болеслав I Цешинский (ок. 1363 — 6 мая 1431)                                 | 1410-1431            | 6  | Генрих IX Глогувский (1387/1392 — 11 ноября 1467)                          | 1397-1467            |
| 6                               | Вацлав I Цешинский (1413/1416 — 1474)                                        | 1431-1442            | 7  | Генрих X Глогувский (ок.1390 — 18 января 1423)                             | 1397-1423            |
| 7                               | Владислав Глогувский (ок. 1420 — 14 февраля 1460)                            | 1431-1460            | 8  | Вацлав Кросненский (1389/1397 — 1430/1431)                                 | 1397-1412            |
| 8                               | Пшемыслав II Цешинский (ок. 1420 — 18 марта 1477)                            | 1431-1442, 1460-1476 | 9  | Генрих XI Глогувский (1429/1435 — 22 февраля 1476)                         | 1467-1476            |
| 9                               | Болеслав II Цешинский (ок. 1428 — 4 октября 1452)                            | 1431-1442            | 10 | Ян II Жаганьский (16 июня 1435 — 22 сентября 1504)                         | 1476-1480            |
| 10                              | Маргарита Цельская (жена князя Владислава Глогувского) (1411 — 22 июля 1480) | 1460-1476            | 10 | Ян II Жаганьский (16 июня 1435 — 22 сентября 1504)                         | 1476-1480            |
| В составе земель Чешской короны | В составе земель Чешской короны                                              | 1476-1480            | 10 | Ян II Жаганьский (16 июня 1435 — 22 сентября 1504)                         | 1476-1480            |

| #                                                | Портрет | Имя (годы жизни)                                   | Родители                                     | Годы правления | Примечания |
| ------------------------------------------------ | ------- | -------------------------------------------------- | -------------------------------------------- | -------------- | --- |
| 8                                                |         | Ян II Жаганьский (16 июня 1435 — 22 сентября 1504) | Ян I Жаганьский Схоластика Саксонская        | 1480-1488      | князь Жаганьский (с 1403 по 1439, с 1461 по 1458 и 1472 год), князь Жаганьский в Пшевузе (с 1449 по 1472 год), князь Любинский (с 1476 по 1482 год), князь Сцинавский (с 1480 по 1488 год) |
| 9                                                |         | Янош Корвин (2 апреля 1473 — 12 октября 1504)      | Матвей Корвин Барбара Эдельрек               | 1488-1490      | князь Сцинавский (с 1488 по 1490 год), князь Опавский (с 1485 по 1501 год) |
| 10                                               |         | Ян I Ольбрахт (27 декабря 1459 — 17 июня 1501)     | Казимир IV, король Польши Елизавета Габсбург | 1491-1496      | король Польши (с 1492 по 1501 год) |
| 11                                               |         | Сигизмунд (1 января 1467 — 1 апреля 1548)          | Казимир IV, король Польши Елизавета Габсбург | 1499-1506      | король Польши и Великий князь Литовский (с 1506 по 1548 год) |
| 12                                               |         | Казимир II Цешинский (1448/1453 — 13 декабря 1528) | Болеслав II Цешинский Иоганна из Подебрад    | 1506-1528      | князь Цешинский (с 1477 по 1528 год), князь Сцинавский (с 1493 по 1528 год), князь Опавский (с 1506 по 1528 год)                                                                           |
| В 1528 году вошло в состав земель Чешской короны |         |                                                    |                                              |                | |